# Markéta Červenková
Markéta Červenková (* 20. August 1991) ist eine tschechische Leichtathletin, die sich auf das Kugelstoßen spezialisiert hat.

## Sportkarriere
Erste Erfahrung bei internationalen Meisterschaften sammelte Markéta Červenková im Jahr 2009, als sie bei der Junioreneuropameisterschaften in Novi Sad mit einer Weite von 14,88 m den sechsten Platz belegte. 2011 schied sie bei den U23-Europameisterschaften in Ostrava mit 14,51 m in der Qualifikation aus. 2016 nahm sie erstmals an den Europameisterschaften in Amsterdam teil, schied dort aber mit 16,56 m in der Qualifikation aus und auch bei den Europameisterschaften 2018 in Berlin erreichte sie mit 16,62 m nicht das Finale. 2021 belegte sie dann bei den Halleneuropameisterschaften in Toruń mit neuer Hallenbestleistung von 18,16 m den achten Platz. Über die Weltrangliste qualifizierte sie sich für die Olympischen Spiele in Tokio, verpasste dort aber mit 17,33 m den Finaleinzug.
In den Jahren 2016 und von 2019 bis 2021 wurde Červenková tschechische Meisterin im Kugelstoßen im Freien sowie von 2014 bis 2016 sowie von 2018 bis 2021 auch in der Halle.

## Persönliche Bestleistungen
- Kugelstoßen: 18,32 m, 6. September 2020 in Chorzów
  - Kugelstoßen (Halle): 18,16 m, 4. März 2021 in Toruń